# Кристоф Дуранд
Кристоф Дуранд  (Десен Шарпје, 5. април 1973) француски je стонотенисер.

## Каријера
Своју прву параолимпијску медаљу, златну, освојио је на Летњим параолимпијским играма 2000 . На Играма 2004. освојио је бронзу у појединачној дисциплини, а другу у екипној дисциплини.
Поново је представљао Француску на Летњим параолимпијским играма 2008, у класи 4/5, и освојио злато победивши Јунг Еун-Чанга из Јужне Кореје у пет сетова.

## Референца
1. ↑  „Athens 2004 Paralympic Games - Table Tennis - Official Results Book”. ipc-services.org. International Paralympic Committee. 19. 9. 2004.
2. 1 2  "La médaille d'or pour Christophe Durand", France 3, 11 September 2008 Архивирано септембар 12, 2008 на сајту
3. ↑  "Un doublé pour les Bleus", Ouest France, 11 September 2008 Архивирано 24 септембар 2015 на сајту